# Bela Vista do Paraíso
Pour les articles homonymes, voir Bela Vista (homonymie).
Bela Vista do Paraíso est une municipalité brésilienne située dans l'État du Paraná.

## Personnalités liées à la ville
- Márcia Imperator, actrice pornographique brésilienne.